# Giải văn học của Hội đồng Bắc Âu
Giải văn học của Hội đồng Bắc Âu là một giải thưởng dành cho những tác phẩm văn học được viết bằng một trong các ngôn ngữ của các nước Bắc Âu, đạt được "các tiêu chuẩn văn học và nghệ thuật cao".
Giải này được Hội đồng Bắc Âu thành lập từ năm 1962, nhằm thúc đẩy sự quan tâm của quần chúng tới văn học của các nước láng giềng".
Giải được trao hàng năm cho tiểu thuyết, kịch, thơ, truyện ngắn, tiểu luận hoặc thể loại khác, được xuất bản lần đầu trong vòng 4 năm vừa qua. Khoản tiền thưởng của giải là 350.000 krone Đan Mạch (tương đương 47.000 euro) (năm 2008) và là một trong các giải văn học có uy tín nhất ở Bắc Âu.
Ban giám khảo gồm 10 người do Hội đồng Bắc Âu bổ nhiệm, trong đó mỗi nước Đan Mạch, Phần Lan, Iceland, Na Uy và Thụy Điển đều có 2 thành viên. Các thành viên trong Ban giám khảo thường là những chuyên gia trong lãnh vực văn học của nước mình cũng như của các nước láng giềng. Ngoài các thành viên thông thường, Hội đồng Bắc Âu sẽ bổ nhiệm thêm các thành viên khác vào Ban giám khảo, nếu có các tác phẩm của Åland, Quần đảo Faroe, Greenland hoặc khu vực nói tiếng Sami được đề cử.

## Ban giám khảo năm 2011
- Asger Schnack (Đan Mạch)
- Aðalsteinn Ásberg Sigurðsson (Iceland)
- Boel Westin (Thụy Điển)
- Pia Ingström (Phần Lan)
- Erik Bjerck Hagen (Na Uy)
- Eva Ström (Thụy Điển)
- Helene Uri (Na Uy)
- Lilian Munk Rösing (Đan Mạch)
- Jón Yngvi Jóhannsson (Iceland)
- Kristina Malmio (Phần Lan)

## Các người đoạt giải

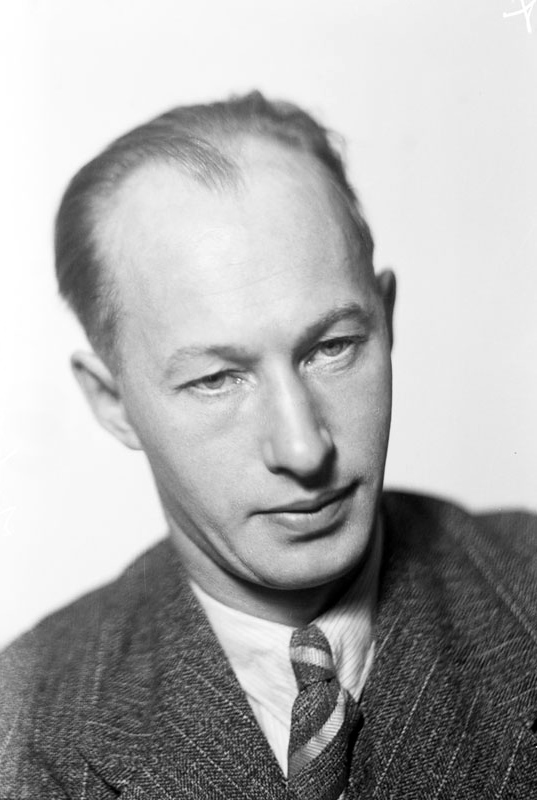
Eyvind Johnson, 1962

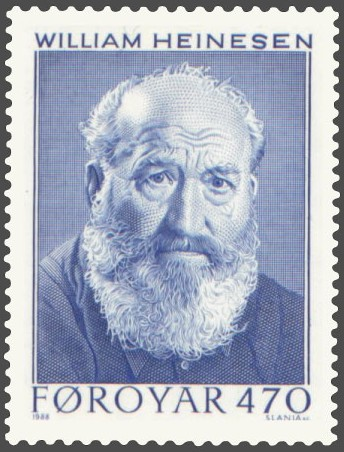
William Heinesen, 1965

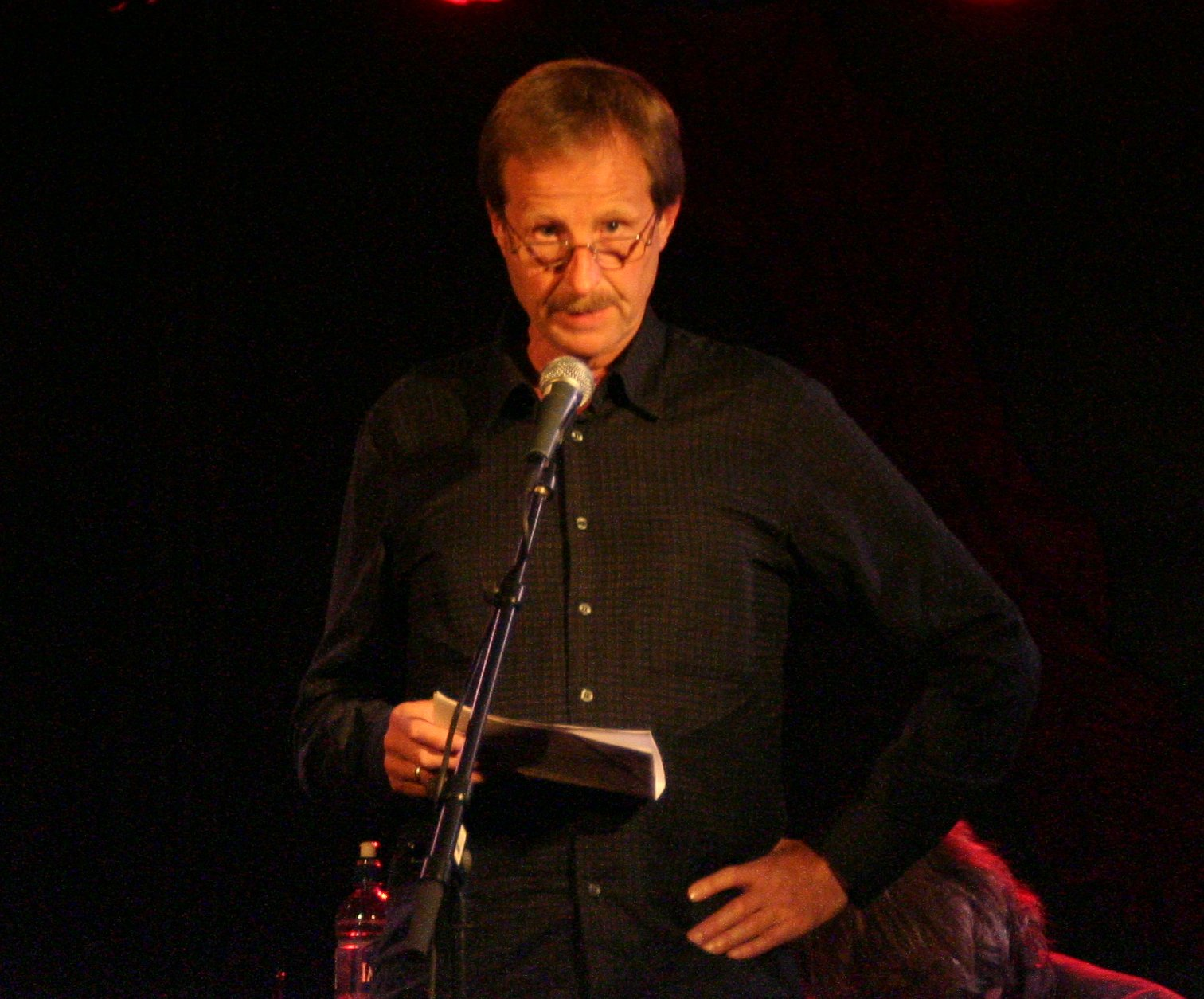
Kjartan Fløgstad, 1978

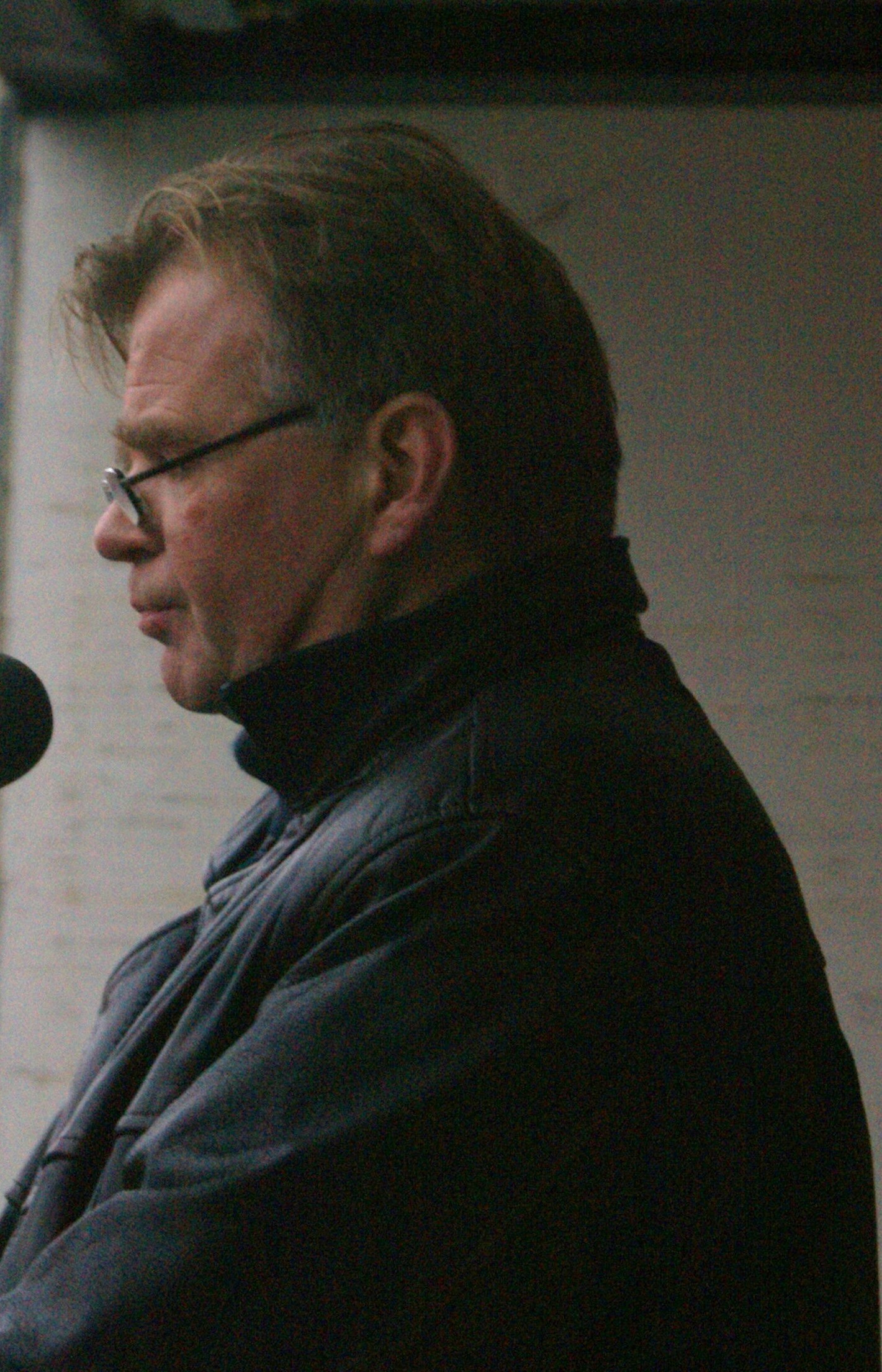
Einar Már Guðmundsson, 1995

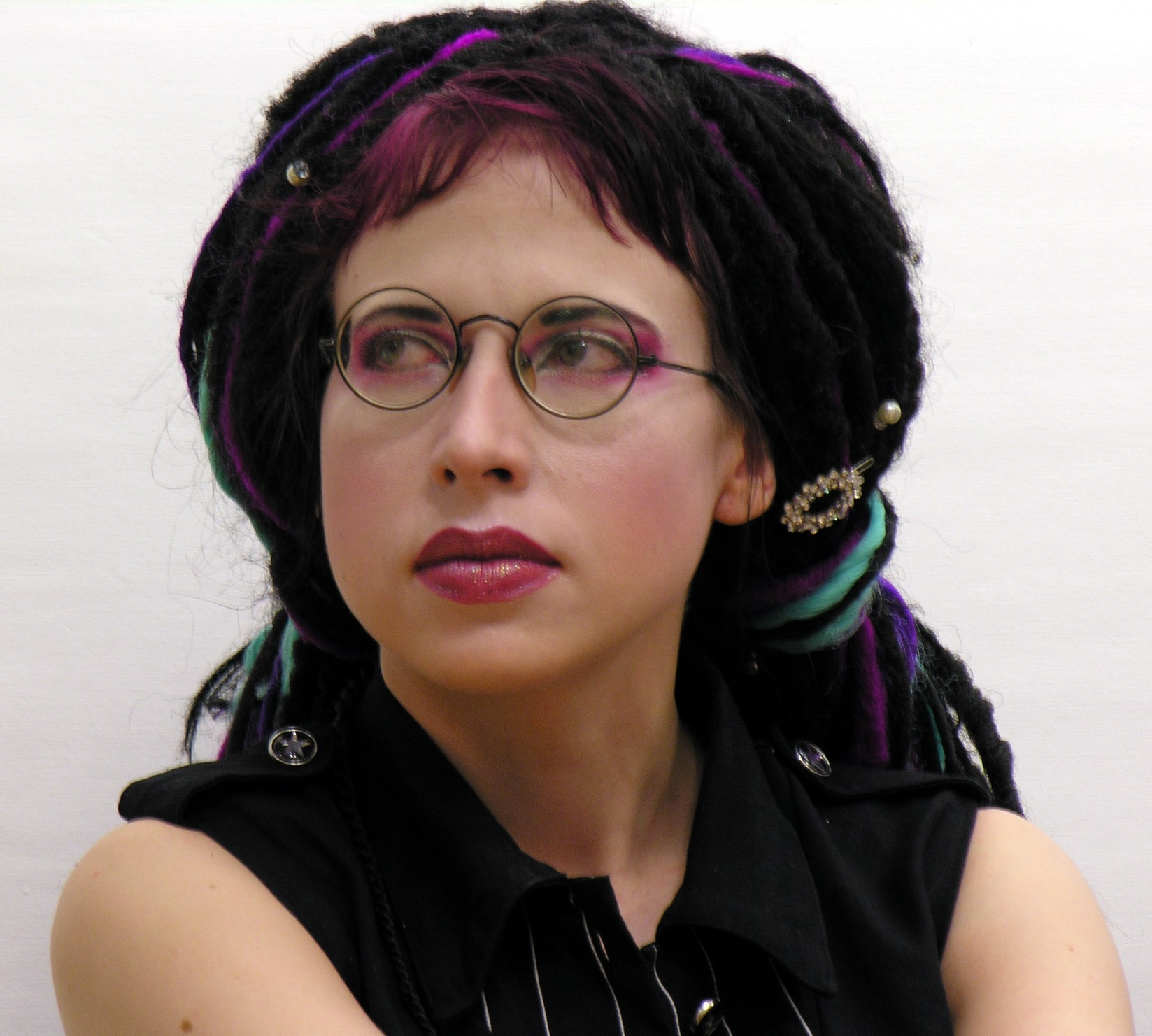
Sofi Oksanen, 2010

Dưới đây là danh sách những người đoạt giải văn học của Hội đồng Bắc Âu
| Năm  | Tác giả                  | Tên tiếng Anh                             | Tên gốc                                       | Nước                   |
| ---- | ------------------------ | ----------------------------------------- | --------------------------------------------- | ---------------------- |
| 1962 | Eyvind Johnson           | The Days of his Grace                     | Hans nådes tid                                | Thụy Điển              |
| 1963 | Väinö Linna              | Reconciliation: Under The North Star 3    | Täällä Pohjantähden alla 3                    | Phần Lan               |
| 1964 | Tarjei Vesaas            | The Ice Palace                            | Is-slottet                                    | Na Uy                  |
| 1965 | Olof Lagercrantz         | From Hell to Paradise                     | Från Helvetet till Paradiset                  | Thụy Điển              |
| 1965 | William Heinesen         | The Good Hope                             | Det gode Håb                                  | Quần đảo Faroe         |
| 1966 | Gunnar Ekelöf            | Diwan on the Prince of Emgion             | Dīwān över Fursten av Emgión                  | Thụy Điển              |
| 1967 | Johan Borgen             | Nye noveller                              | Nye noveller                                  | Na Uy                  |
| 1968 | Per Olof Sundman         | Flight of the Eagle                       | Ingenjör Andrées luftfärd                     | Thụy Điển              |
| 1969 | Per Olov Enquist         | The Legionnaires                          | Legionärerna                                  | Thụy Điển              |
| 1970 | Klaus Rifbjerg           | Anna, I, Anna                             | Anna, jeg, Anna                               | Đan Mạch               |
| 1971 | Thorkild Hansen          | Islands of Slaves                         | Slavernes øer                                 | Đan Mạch               |
| 1972 | Karl Vennberg            | Sju ord på tunnelbanan                    | Sju ord på tunnelbanan                        | Thụy Điển              |
| 1973 | Veijo Meri               | Kersantin poika                           | Kersantin poika                               | Phần Lan               |
| 1974 | Villy Sørensen           | Uden mål - og med                         | Uden mål - og med                             | Đan Mạch               |
| 1975 | Hannu Salama             | Siinä näkijä missä tekijä                 | Siinä näkijä missä tekijä                     | Phần Lan               |
| 1976 | Ólafur Jóhann Sigurðsson | Að laufferjum og Að brunnum               | Að laufferjum og Að brunnum                   | Iceland                |
| 1977 | Bo Carpelan              | I de mörka rummen, i de ljusa             | I de mörka rummen, i de ljusa                 | Phần Lan               |
| 1978 | Kjartan Fløgstad         | Dalen Portland                            | Dalen Portland                                | Na Uy                  |
| 1979 | Ivar Lo-Johansson        | Pubertet                                  | Pubertet                                      | Thụy Điển              |
| 1980 | Sara Lidman              | Vredens barn                              | Vredens barn                                  | Thụy Điển              |
| 1981 | Snorri Hjartarson        | Hauströkkrið yfir mér                     | Hauströkkrið yfir mér                         | Iceland                |
| 1982 | Sven Delblanc            | Samuels bok                               | Samuels bok                                   | Thụy Điển              |
| 1983 | Peter Seeberg            | Om fjorten dage                           | Om fjorten dage                               | Đan Mạch               |
| 1984 | Göran Tunström           | The Christmas Oratorio                    | Juloratoriet                                  | Thụy Điển              |
| 1985 | Antti Tuuri              | A Day in Ostrobothnia                     | Pohjanmaa                                     | Phần Lan               |
| 1986 | Rói Patursson            | Likasum                                   | Likasum                                       | Quần đảo Faroe         |
| 1987 | Herbjørg Wassmo          | Hudløs himmel                             | Hudløs himmel                                 | Na Uy                  |
| 1988 | Thor Vilhjálmsson        | Justice Undone                            | Grámosinn glóir                               | Iceland                |
| 1989 | Dag Solstad              | Roman 1987                                | Roman 1987                                    | Na Uy                  |
| 1990 | Tomas Tranströmer        | For the Living and the Dead               | För levande och döda                          | Thụy Điển              |
| 1991 | Nils-Aslak Valkeapää     | The Sun, My Father                        | Beaivi, áhčážan                               | khu vực nói tiếng Sami |
| 1992 | Fríða Á. Sigurðardóttir  | Night Watch                               | Meðan nóttin liður                            | Iceland                |
| 1993 | Peer Hultberg            | Byen og verden                            | Byen og verden                                | Đan Mạch               |
| 1994 | Kerstin Ekman            | Blackwater                                | Händelser vid vatten                          | Thụy Điển              |
| 1995 | Einar Már Guðmundsson    | Angels of the Universe                    | Englar alheimsins                             | Iceland                |
| 1996 | Øystein Lønn             | Hva skal vi gjøre i dag og andre noveller | Hva skal vi gjøre i dag og andre noveller     | Na Uy                  |
| 1997 | Dorrit Willumsen         | Bang. En roman om Herman Bang             | Bang. En roman om Herman Bang                 | Đan Mạch               |
| 1998 | Tua Forsström            | After Having Spent a Night Among Horses   | Efter att ha tillbringat en natt bland hästar | Phần Lan               |
| 1999 | Pia Tafdrup              | Queen's Gate                              | Dronningeporten                               | Đan Mạch               |
| 2000 | Henrik Nordbrandt        | Drømmebroer                               | Drømmebroer                                   | Đan Mạch               |
| 2001 | Jan Kjærstad             | The Discoverer                            | Oppdageren                                    | Na Uy                  |
| 2002 | Lars Saabye Christensen  | The Half Brother                          | Halvbroren                                    | Na Uy                  |
| 2003 | Eva Ström                | Revbensstäderna                           | Revbensstäderna                               | Thụy Điển              |
| 2004 | Kari Hotakainen          | Juoksuhaudantie                           | Juoksuhaudantie                               | Phần Lan               |
| 2005 | Sjón                     | The Blue Fox                              | Skugga-Baldur                                 | Iceland                |
| 2006 | Göran Sonnevi            | The Ocean                                 | Oceanen                                       | Thụy Điển              |
| 2007 | Sara Stridsberg          | Drömfakulteten                            | Drömfakulteten                                | Thụy Điển              |
| 2008 | Naja Marie Aidt          | Bavian                                    | Bavian                                        | Đan Mạch               |
| 2009 | Per Petterson            | I Curse the River of Time                 | Jeg forbanner tidens elv                      | Na Uy                  |
| 2010 | Sofi Oksanen             | Purge                                     | Puhdistus                                     | Phần Lan               |
| 2011 | Gyrðir Elíasson          | Milli trjánna                             | Milli trjánna                                 | Iceland                |
| 2012 | Merethe Lindstrøm        | Days in the History of Silence            | Dager i stillhetens historie                  | Na Uy                  |
| 2013 | Kim Leine                | The Prophets of Eternal Fjord             | Profeterne fra Evighedsfjorden                | Đan Mạch               |
| 2014 | Kjell Westö              | Mirage 38                                 | Hägring 38                                    | Phần Lan               |